# Vibroseis
Vibroseis, auch Vibro-Seismik genannt, ist ein Verfahren der Reflexionsseismik, bei dem durch zumeist mobile Vorrichtungen die Erdoberfläche in Vibration versetzt und das reflektierte Signal durch Geophone empfangen und ausgewertet wird.
Der Begriff Vibroseis stammt ursprünglich von der US-Firma Continental Oil Company, die sich dieses Verfahren im Jahre 1954 zur Exploration von Erdöl-Lagerstätten patentieren ließ.
Weitere Anwendungen sind die Erkundung von Erdgasvorkommen oder von bestimmten Gesteinsschichten zur Nutzung durch Geothermie.

## Vibroseis-Fahrzeuge

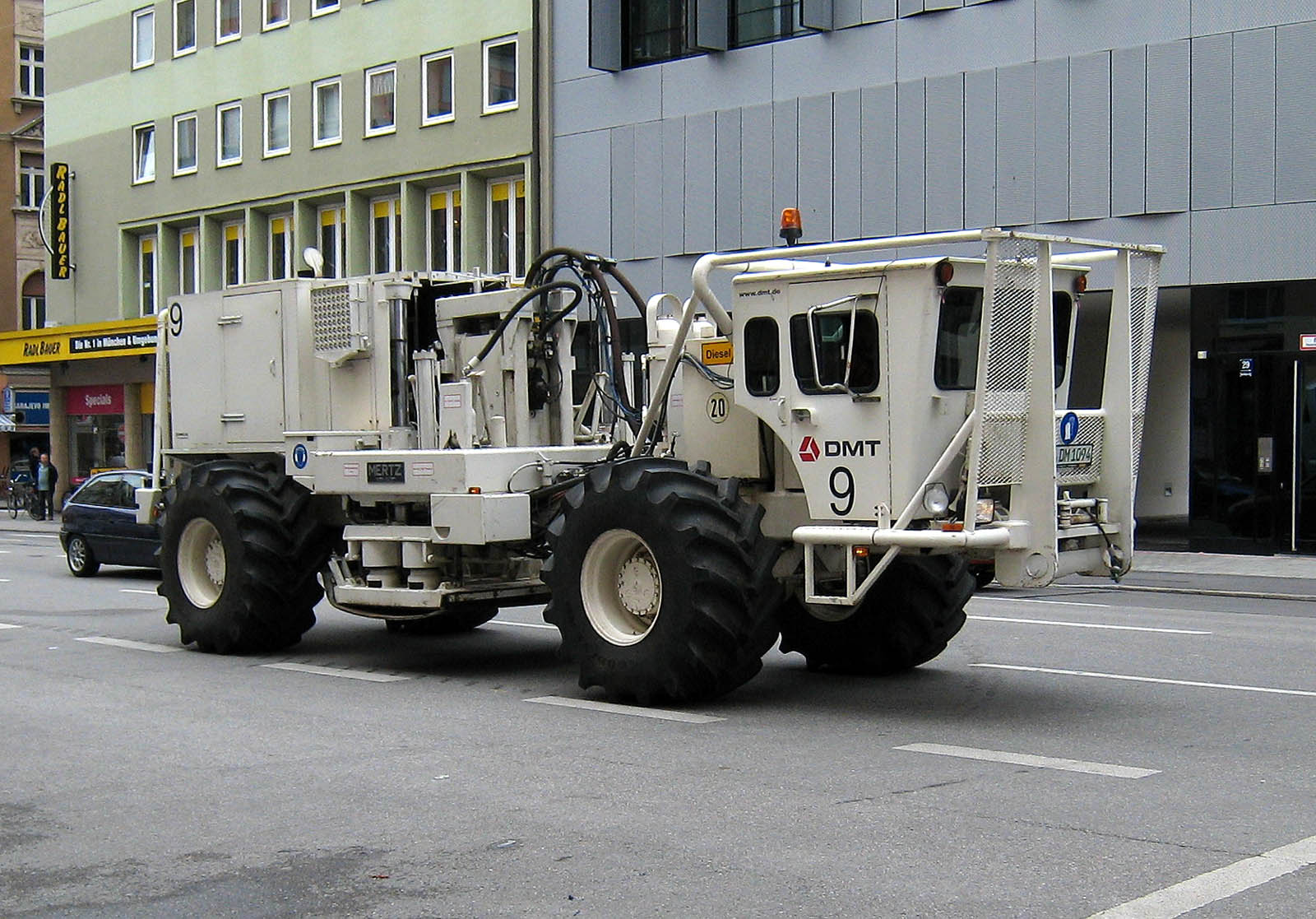
Vibroseis-Fahrzeug unterwegs in München

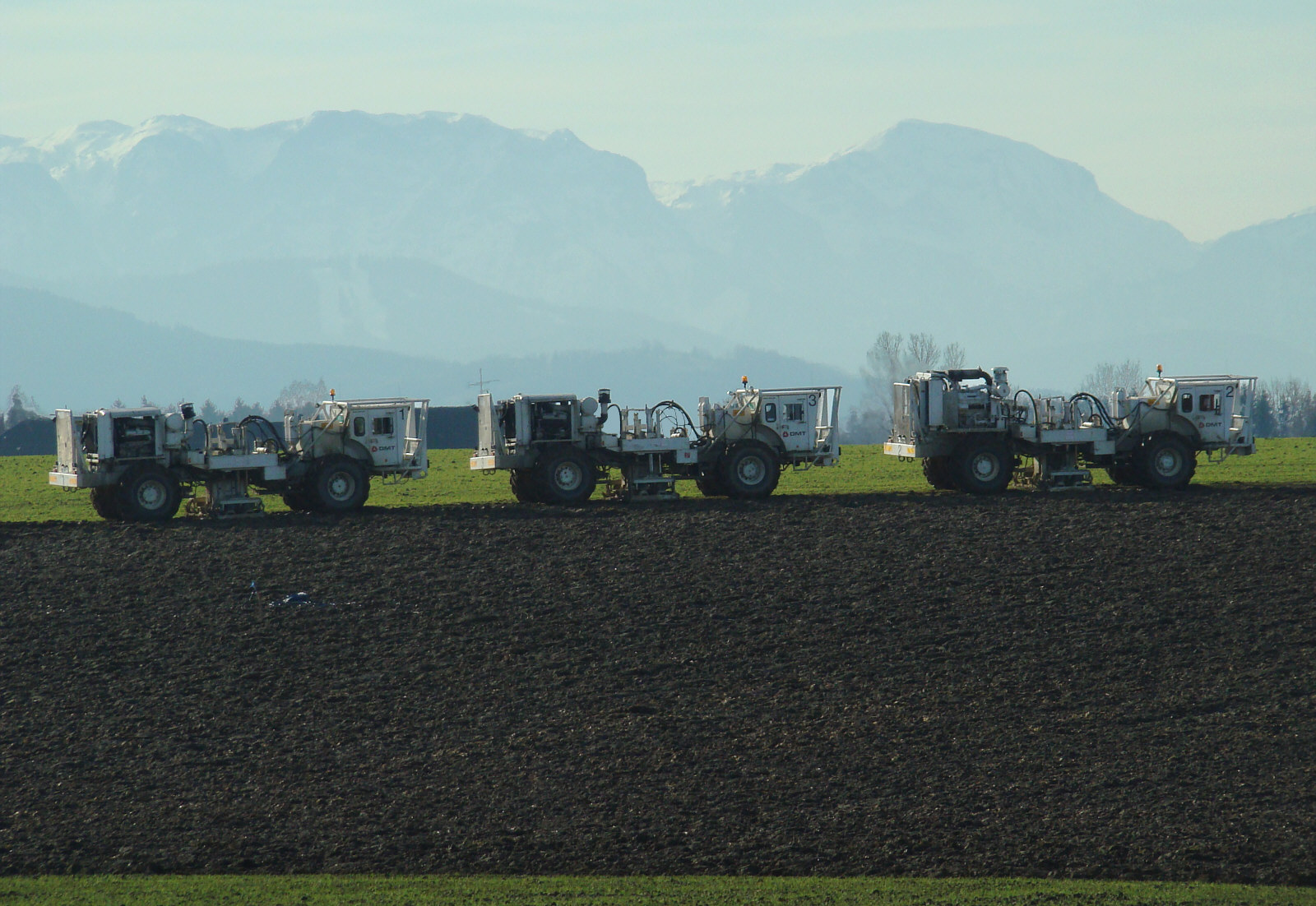
Vibroseis-Fahrzeuge bei einer 3D-Exploration in Oberösterreichs Alpenvorland

War es vor Jahren für Untersuchungen dieser Art noch erforderlich, durch eine Sprengung die erforderliche Energie für messbare Signale herbeizuführen, werden heutzutage häufig spezielle Fahrzeuge eingesetzt, mit denen die Erkundung effektiv und auch in urbaner Umgebung durchgeführt werden kann.
Diese Vibroseis-Fahrzeuge oder Vibro-Trucks haben eine hohe Masse und sind im Fahrzeugmittelteil mit Rüttelplatten ausgestattet, die zumeist hydraulisch betrieben werden. Zum Aufbringen der Vibrationsenergie werden die Platten nach unten auf die Erdoberfläche oder Straße ausgefahren und heben das Fahrzeug leicht an, um eine definierte Bodenpressung zu erzielen.
Die Frequenz der Vibrationen, die in der Regel durch mehrere dieser Fahrzeuge gleichzeitig abgegeben werden, liegt im zwei- bis dreistelligen Hertz-Bereich. Der Vorgang dauert in bewohntem Gebiet häufig nur einige Sekunden, um die Belastung der Umgebung durch Lärm und Vibrationen, z. B. Beschädigung der Gebäude (DIN 4150 – Erschütterungen im Bauwesen), so gering wie möglich zu halten.